# Hexisopus moiseli
Hexisopus moiseli är en spindeldjursart som beskrevs av Lamoral 1972. Hexisopus moiseli ingår i släktet Hexisopus och familjen Hexisopodidae. Inga underarter finns listade i Catalogue of Life.